# Myosotis densiflora
Myosotis densiflora là loài thực vật có hoa trong họ Mồ hôi. Loài này được C. Koch mô tả khoa học đầu tiên.